# Lijst van nummer 1-hits in de Vlaamse Ultratop 50 in 2017
De volgende hits stonden in 2017 op nummer 1 in de Vlaamse Ultratop 50.
| Nummer | Datum        | Artiest                                           | Titel                          |
| ------ | ------------ | ------------------------------------------------- | ------------------------------ |
| 282    | 7 januari    | Bruno Mars                                        | 24K magic                      |
| 281    | 14 januari   | Dimitri Vegas & Like Mike, Diplo & Deb's Daughter | Hey baby                       |
| 283    | 21 januari   | Ed Sheeran                                        | Shape of you                   |
|        | 28 januari   | Ed Sheeran                                        | Shape of you                   |
|        | 4 februari   | Ed Sheeran                                        | Shape of you                   |
|        | 11 februari  | Ed Sheeran                                        | Shape of you                   |
|        | 18 februari  | Ed Sheeran                                        | Shape of you                   |
|        | 25 februari  | Ed Sheeran                                        | Shape of you                   |
|        | 4 maart      | Ed Sheeran                                        | Shape of you                   |
|        | 11 maart     | Ed Sheeran                                        | Shape of you                   |
|        | 18 maart     | Ed Sheeran                                        | Shape of you                   |
|        | 25 maart     | Ed Sheeran                                        | Shape of you                   |
|        | 1 april      | Ed Sheeran                                        | Shape of you                   |
|        | 8 april      | Ed Sheeran                                        | Shape of you                   |
|        | 15 april     | Ed Sheeran                                        | Shape of you                   |
|        | 22 april     | Ed Sheeran                                        | Shape of you                   |
| 284    | 29 april     | The Chainsmokers & Coldplay                       | Something just like this       |
| 283    | 6 mei        | Ed Sheeran                                        | Shape of you                   |
| 284    | 13 mei       | The Chainsmokers & Coldplay                       | Something just like this       |
| 285    | 20 mei       | Blanche                                           | City lights                    |
|        | 27 mei       | Blanche                                           | City lights                    |
| 286    | 3 juni       | Luis Fonsi & Daddy Yankee                         | Despacito                      |
|        | 10 juni      | Luis Fonsi & Daddy Yankee                         | Despacito                      |
|        | 17 juni      | Luis Fonsi & Daddy Yankee                         | Despacito                      |
|        | 24 juni      | Luis Fonsi & Daddy Yankee                         | Despacito                      |
|        | 1 juli       | Luis Fonsi & Daddy Yankee                         | Despacito                      |
|        | 8 juli       | Luis Fonsi & Daddy Yankee                         | Despacito                      |
|        | 15 juli      | Luis Fonsi & Daddy Yankee                         | Despacito                      |
|        | 22 juli      | Luis Fonsi & Daddy Yankee                         | Despacito                      |
|        | 29 juli      | Luis Fonsi & Daddy Yankee                         | Despacito                      |
|        | 5 augustus   | Luis Fonsi & Daddy Yankee                         | Despacito                      |
|        | 12 augustus  | Luis Fonsi & Daddy Yankee                         | Despacito                      |
|        | 19 augustus  | Luis Fonsi & Daddy Yankee                         | Despacito'                     |
| 287    | 26 augustus  | Regi                                              | Where did you go (Summer love) |
|        | 2 september  | Regi                                              | Where did you go (Summer love) |
|        | 9 september  | Regi                                              | Where did you go (Summer love) |
|        | 16 september | Regi                                              | Where did you go (Summer love) |
| 288    | 23 september | Dua Lipa                                          | New rules                      |
|        | 30 september | Dua Lipa                                          | New rules                      |
| 289    | 7 oktober    | Ed Sheeran                                        | Perfect                        |
| 288    | 14 oktober   | Dua Lipa                                          | New rules                      |
|        | 21 oktober   | Dua Lipa                                          | New rules                      |
|        | 28 oktober   | Dua Lipa                                          | New rules                      |
| 289    | 4 november   | Ed Sheeran                                        | Perfect                        |
| 288    | 11 november  | Dua Lipa                                          | New rules                      |
| 289    | 18 november  | Ed Sheeran                                        | Perfect                        |
|        | 25 november  | Ed Sheeran                                        | Perfect                        |
|        | 2 december   | Ed Sheeran                                        | Perfect                        |
|        | 9 december   | Ed Sheeran                                        | Perfect                        |
|        | 16 december  | Ed Sheeran                                        | Perfect                        |
|        | 23 december  | Ed Sheeran                                        | Perfect                        |
|        | 30 december  | Ed Sheeran                                        | Perfect                        |